# Habiboellah Kalakani
Amir Habiboellah Kalakani (Pasjtoe: حبیب الله کلکاني; Perzisch: حبیب‌الله کلکانی) (Kalakan, ca. 1890 - Kabul, 3 november 1929) was van januari tot oktober 1929 emir van Afghanistan. Hij werd minachtend Bache Saqqaw (zoon van een waterdrager) genoemd, en had de bijnaam "Bandietenkoning".
De Tadzjiek Habiboellah werd geboren in de Afghaanse regio Kalakan als zoon van een arme waterdrager. Hij genoot geen onderwijs en werd streng islamitisch opgevoed. Bovendien stond hij onder invloed van fundamentalisten. Hij werd vaak door de Pathaanse bevolking als dief en oplichter gezien, omdat er in die tijd veel haat was tegen de Tadzjieken.
De pogingen van de progressieve koning Amanoellah Khan om zijn land te hervormen en handelsbetrekkingen aan te knopen met westerse mogendheden, leidden tot verschillende opstanden in Afghanistan. Op het hoogtepunt van die opstanden in 1929 was koning Amanoellah op reis in het buitenland. Als aanvoerder van de opstand in Kalakan viel Habiboellah Kalakani op 17 januari 1929 de Afghaanse hoofdstad Kabul binnen. Daar dwong hij koning Amanoellah en zijn opvolger Inajatoellah tot troonsafstand. Hij voerde de sharia in als wetgeving. In de 9 maanden wanneer hij als usurpator koning van Afghanistan was, werd hij op allerlei manieren dwarsgezeten. In oktober 1929 werd hij met Britse hulp afgezet door de latere koning Nadir Sjah. Habiboellah werd later teruggelokt naar Kabul. Daar werd hij gevangengenomen en geëxecuteerd.